# Хохлатая хабия
Хохлатая хабия (лат. Driophlox cristata) — вид птиц из семейства кардиналовых. Птицы обитают в субтропических и тропических низменных влажных лесах и кустарниковых зарослях, на высоте 700—1800 метров над уровнем моря, в западной Колумбии на западных склонах западных Анд от Антьокии южнее до южного Каука и локально на восточных склонах западных Анд. Длина тела 19 см.